# Goniurosaurus kadoorieorum
Goniurosaurus kadoorieorum — вид геконоподібних ящірок родини еублефарових (Eublepharidae). Ендемік Китаю.

## Поширення і екологія
Goniurosaurus kadoorieorum відомі з типової місцевості, розташованої в провінції Гуансі на півдні КНР. Вони живуть у тропічних лісах, серед карстових скель і печер. Ведуть нічний спосіб життя.

## Збереження
МСОП класифікує цей вид як такий, що перебуває під загрозою зникнення. Goniurosaurus kadoorieorum загрожує вилов з метою продажу.